# Zentralanstalt für Meteorologie und Geodynamik

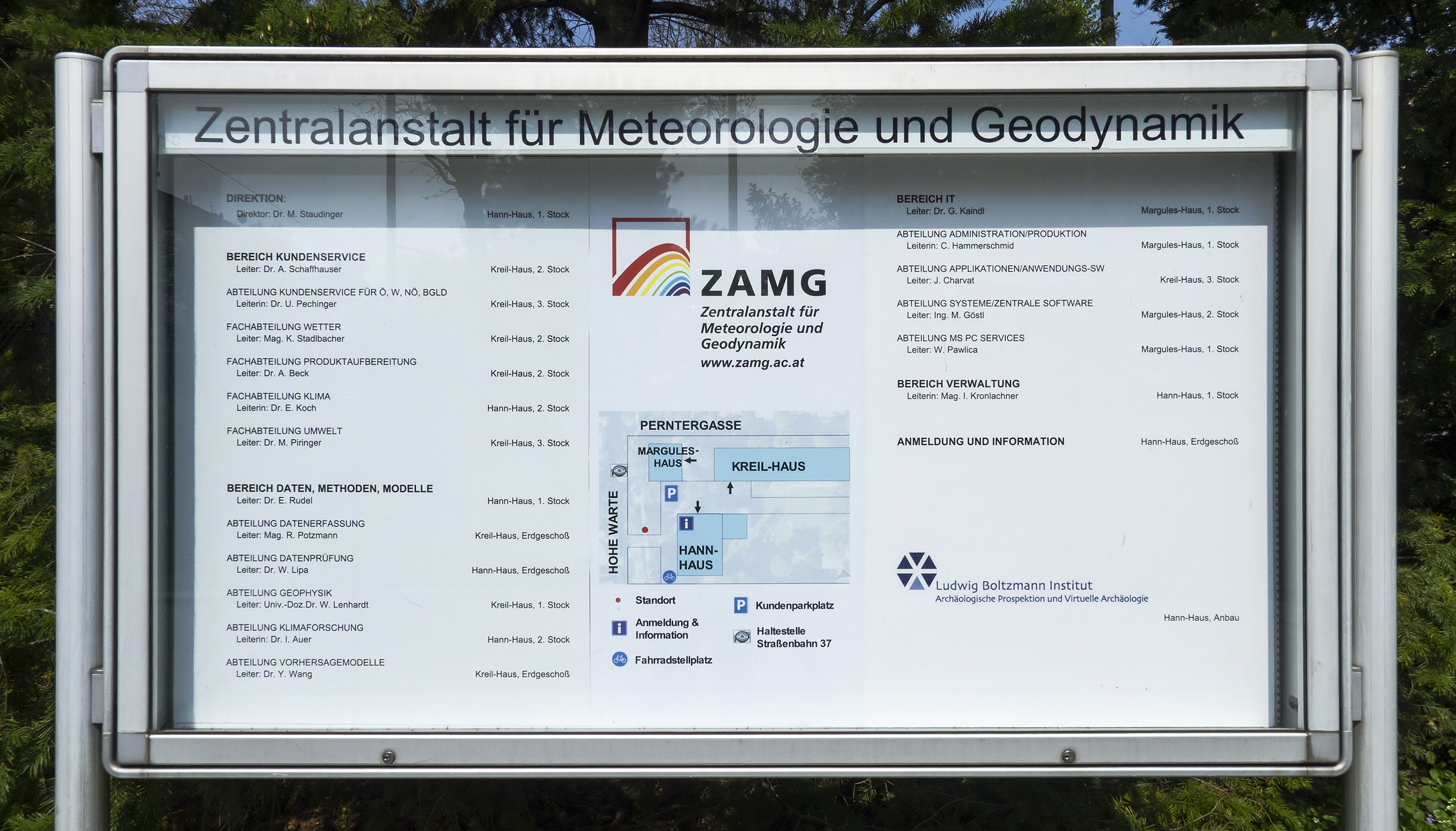
Tafel an der Hohen Warte

Die Zentralanstalt für Meteorologie und Geodynamik (ZAMG) war der staatliche meteorologische und geophysikalische Dienst Österreichs, der nach seiner Adresse auch Hohe Warte genannt wurde.
Bis zu ihrer Auflösung waren sowohl die Zentralanstalt für Meteorologie und Geodynamik, als auch die Geologische Bundesanstalt (GBA), als teilrechtsfähige Anstalt des Bundes nachgeordnete Dienststellen des Bundesministeriums für Bildung, Wissenschaft und Forschung. Mit 1. Jänner 2023 wurden die ZAMG und die GBA zur neuen Bundesanstalt GeoSphere Austria (GSA) fusioniert, die mit dem GeoSphere Austria-Gesetz, BGBl. I Nr. 60/2022, eingerichtet wurde.
Die Zentrale der ZAMG befand sich in Wien-Döbling, Hohe Warte 38. In Salzburg, Innsbruck, Graz und Klagenfurt war die ZAMG durch Kundenservice-Stellen vertreten. Die Zentralanstalt für Meteorologie und Geodynamik hatte umfangreiche gesetzliche Aufgaben zu erfüllen und konnte im Rahmen der Teilrechtsfähigkeit auch privatrechtlich agieren.
Die ZAMG wurde 1851 gegründet und ist damit, nunmehr in der GSA aufgegangen, der älteste staatliche Wetterdienst der Welt. Ihre Aufgabe war es nicht nur, in den verschiedenen Fachgebieten Messnetze zu betreiben und zu forschen, sondern auch ihre Ergebnisse der Öffentlichkeit zur Verfügung zu stellen.

## Organisationsstruktur

### Sitz und Einrichtungen

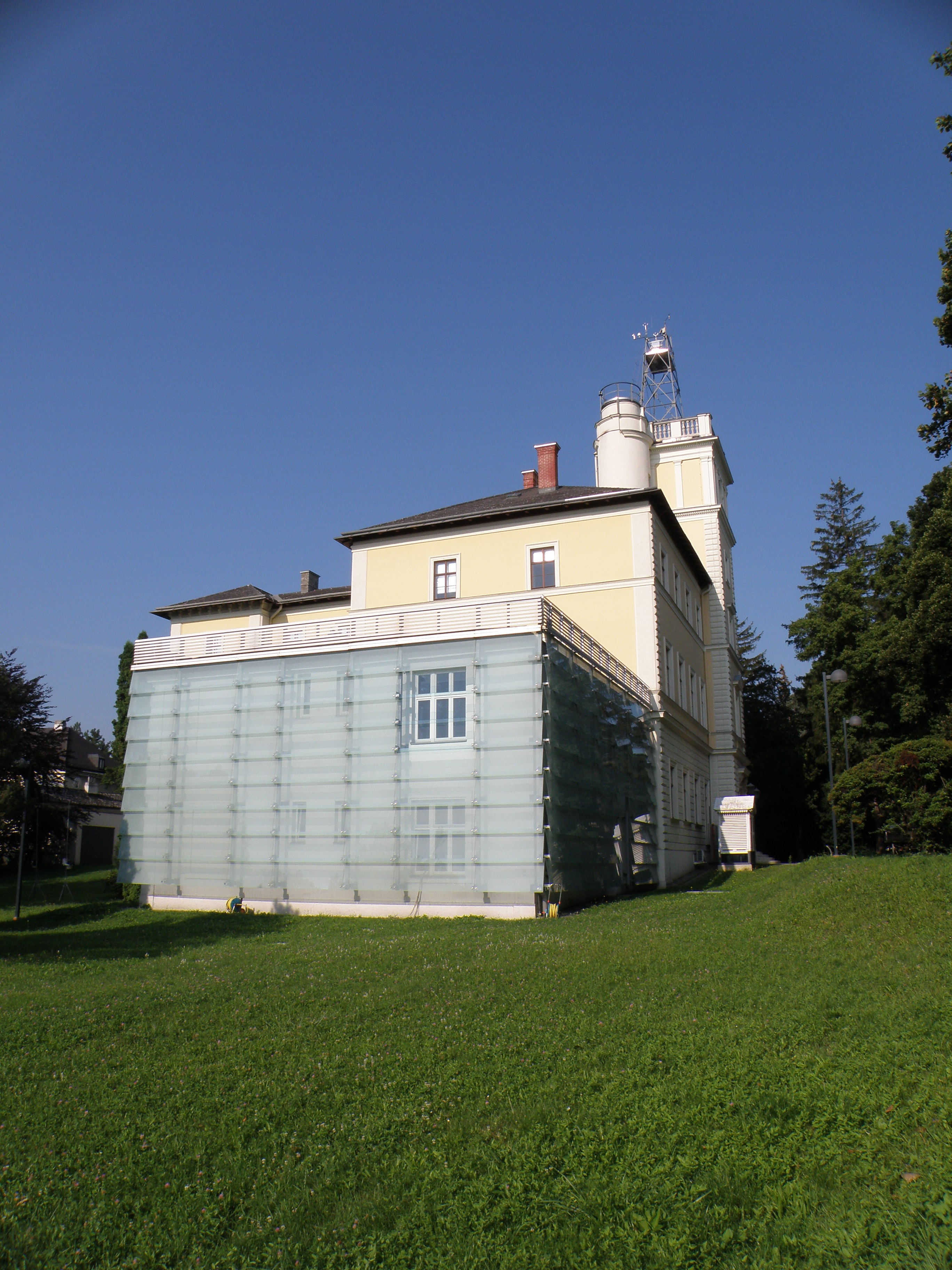
Historisches Hann-Haus mit „Wetterhütten-Design“, ZAMG Wien Hohe Warte

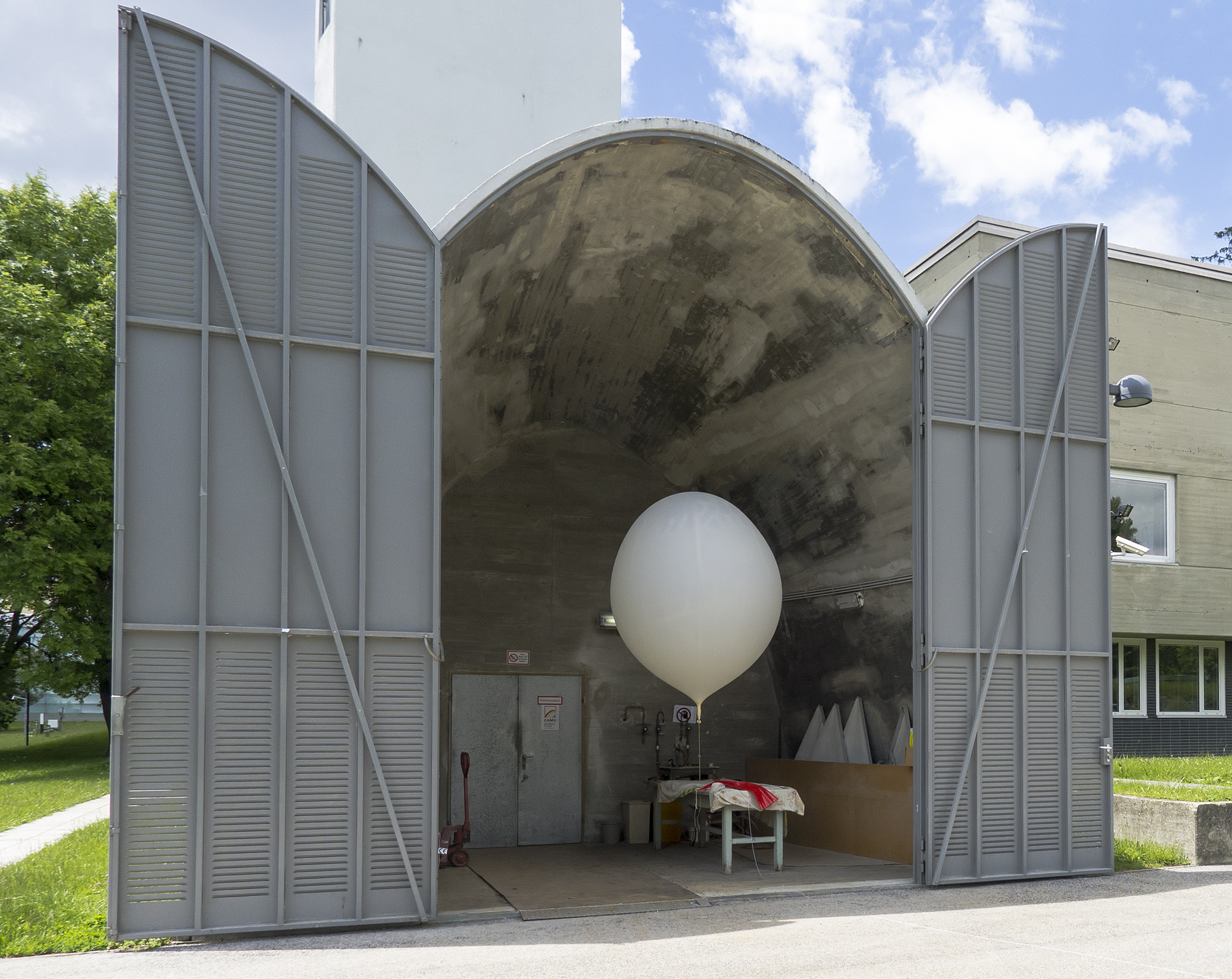
Ein Wetterballon kurz vor dem Aufstieg

Die Hohe Warte in Wien-Döbling war der Hauptsitz der Zentralanstalt für Meteorologie und zugleich die Kundenservicestelle für Wien, Niederösterreich und das Burgenland. Neben dem historischen Hann-Gebäude, das 1872 errichtet wurde, und dem Hauptgebäude verfügte die Zentrale in Wien über ein Ballonfüllhaus, einen Radarturm sowie einen eigenen Windkanal.
Weitere Einrichtungen der ZAMG waren:
- Kundenservicestelle für Salzburg und Oberösterreich (Stadt Salzburg)
- Kundenservicestelle für Vorarlberg und Tirol (Innsbruck)
- Kundenservicestelle für Kärnten (Klagenfurt)
- Kundenservicestelle für die Steiermark (Graz)
- Observatorium Sonnblick
- Observatorium Conrad

### Abteilungen
Die Zentralanstalt, als teilrechtsfähige Einrichtung des Bundes, war ein moderner Dienstleistungsbetrieb. Die Aufgabenbereiche der Zentralanstalt für Meteorologie und Geodynamik gliederten sich unter anderem in folgende Abteilungen:
- Die synoptische Abteilung war, unter Zuhilfenahme moderner Technik, für den täglichen Prognosedienst zuständig. Auch amtliche Wetterwarnungen sowie zahlreiche weitere synoptische Dienstleistungen zählten zu ihren Aufgabenbereichen.
- Die geophysikalische Abteilung führte den Erdbeben- und Geomagnetischen Dienst durch.
- Die Klimaabteilung erstellte, mittels der aus dem österreichischen Messnetz gewonnenen Daten, Klimastatistiken und -karten. Weiters forscht sie in Bereichen des heimischen Klimas und dessen Veränderung, unter anderem auch in Bereichen der Glaziologie.ZAMG-Hauptsitz und Radarturm bei Nacht

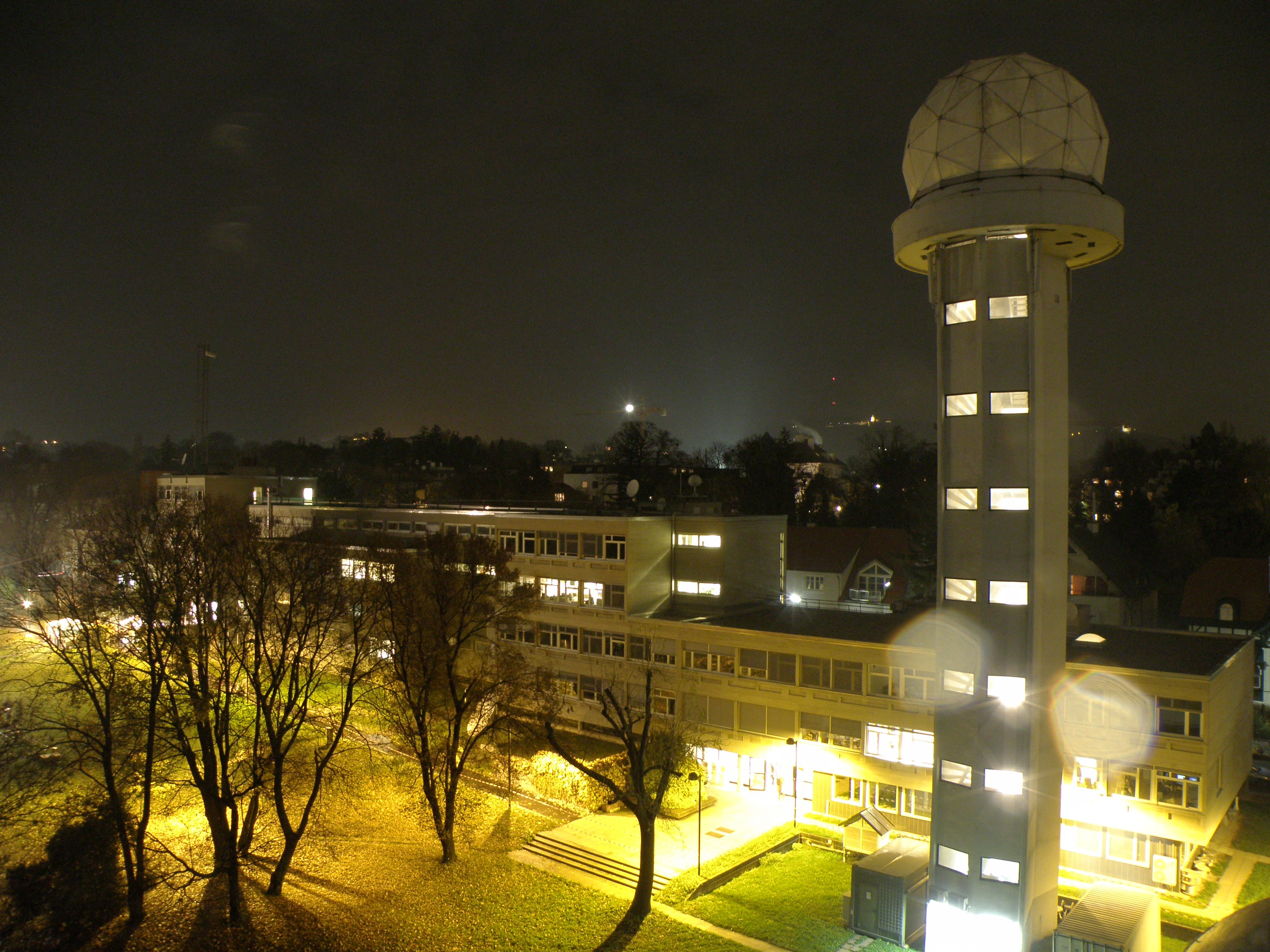
ZAMG-Hauptsitz und Radarturm bei Nacht

- Die Abteilung für Umweltmeteorologie untersuchte die Ausbreitung von Schadstoffen und deren Verhalten in der Atmosphäre. Unter anderem gab sie in Krisenfällen (z. B. Radioaktivität in der Atmosphäre) direkte Information an die Bundeswarnzentrale ab.
- Die technische Abteilung betreute das staatliche meteorologische Messnetz, das aus teilautomatischen Wettererfassungssystemen (TAWES-Stationen) und teilautomatischen Klimastationen (TAKLIS-Stationen) bestand. Auch die Betreuung der täglichen Radiosondenaufstiege zählte zu ihren Aufgaben.
- Die Abteilung für elektronische Datenverarbeitung war mit modernen Geräten zur Bewältigung der umfangreichen computergesteuerten Abläufe ausgestattet und kümmerte sich unter anderem um die hauseigenen Wettermodelle.

Im Jahr 2009 wurde der ZAMG das Erneuerungs-Audit für ihr Qualitätsmanagementsystem ausgestellt. Seit 10. Oktober 2003 war die ZAMG nach ISO 9001 zertifiziert.

## Forschung und öffentliche Dienstleistungen
Die Forschungsbereiche deckten die Bereiche der Meteorologie, Klimatologie und Geophysik ab. Dementsprechend wurden auch Dienstleistungen in diesen Sektoren zur Verfügung gestellt.

### Synoptik und Umweltmeteorologie
Die ZAMG-Abteilung Synoptik beschäftigte sich in Bereichen der Fernerkundung mit der manuellen und automatischen Auswertung von Satelliten- und Radardaten im Hinblick auf eine Anwendung in der Vorhersage. Im Bereich der numerischen Modelle lagen die Forschungsschwerpunkte in der Weiterentwicklung der in Österreich mitentwickelten Wettermodelle LAM Aladin/ALARO/AROME sowie des Nowcastingmodells INCA. Weiters war die Zentralanstalt als untergeordnete Dienststelle des Bundes dazu verpflichtet, täglich für das österreichische Bundesgebiet Wettervorhersagen, aber auch Wetterwarnungen zu erstellen und diese der Öffentlichkeit frei zugänglich zur Verfügung zu stellen. Seit 2012 bis zu ihrer Schließung bot die ZAMG einen Satz an Daten (Temperatur, Niederschlag, Wind, Böen, Bewölkung, Gewitter) in Auflösung von einer Stunde und bis auf Gemeindeebene frei zugänglich an. Außerdem war sie als Wetterwarndienst eng mit den Bundes- und Landeswarnzentralen vernetzt und im Europanetzwerk Meteoalarm engagiert.
Die ZAMG-Abteilung für Umweltmeteorologie befasste sich unter anderem mit der Ausbreitung von Schadstoffen in der Atmosphäre und jenen meteorologischen Prozessen, die Einfluss auf die Schadstoffausbreitung haben. Dementsprechend wurde auch in diese Richtung geforscht, um die Ausbreitung und Wirkung von Schadstoffen besser vorhersagen zu können. Auch Ozonprognosen sowie Krisenmodellsysteme für nukleare Störfälle und deren Ausbreitung gehörten in ihren Forschungs- bzw. Aufgabenbereich.

### Wetter- und Klimabeobachtung/-forschung

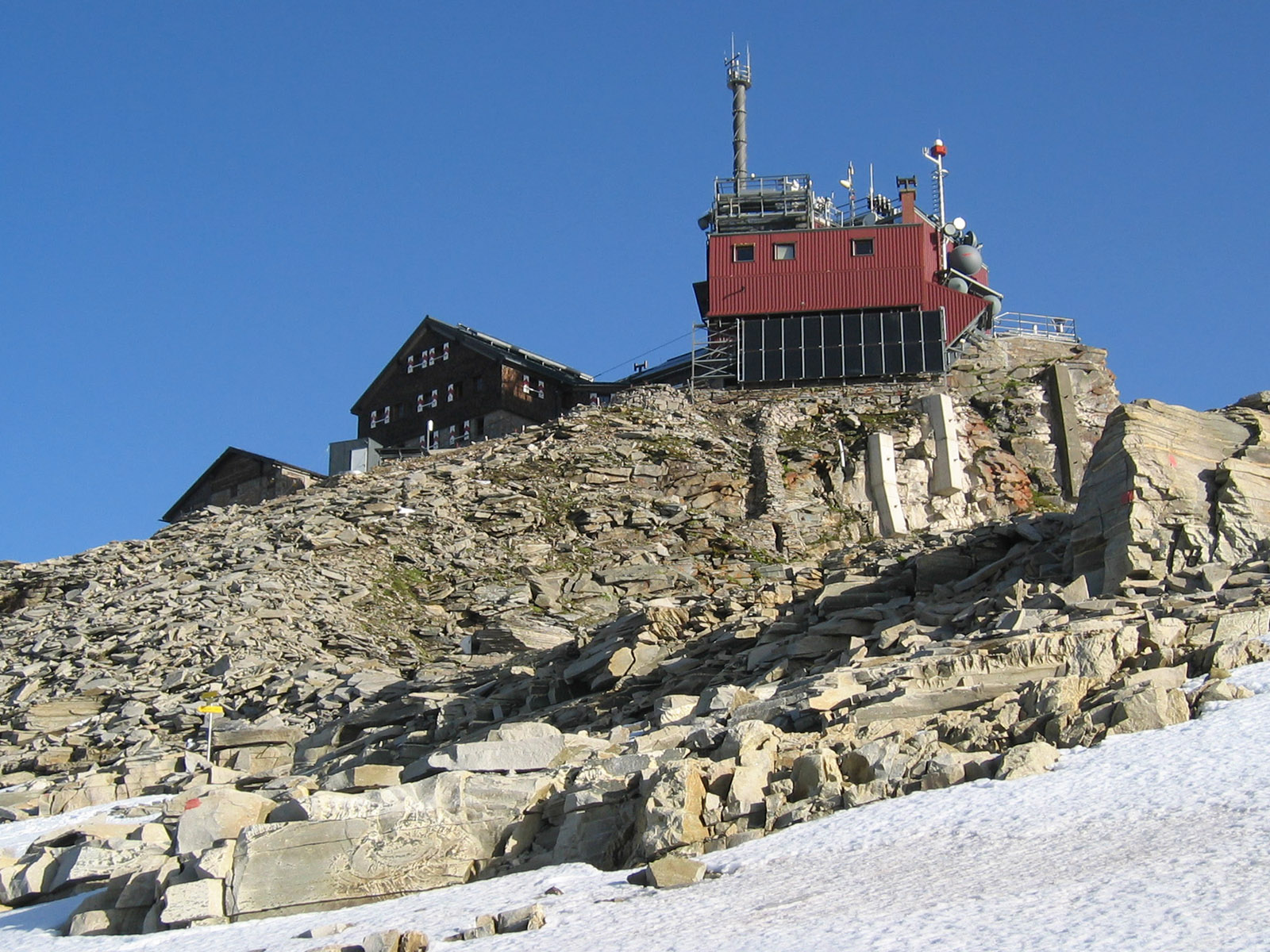
Zittelhaus und Sonnblickobservatorium

Eine der zentralen Aufgaben der ZAMG war es unter anderem, das Wetter und Klima in Österreich zu beobachten und zu erforschen. Dazu wurde im Laufe der Jahre zahlreiche Forschungsprojekte angestrebt. Auch wurde ein Netz von über zweihundert teilautomatischen Wetterstationen (TAWES) über Österreich gelegt. Meteorologische Parameter wie Druck, Temperatur, Wind, Niederschlag usw. werden vom Bodensee bis zu Neusiedlersee, aber auch vom Flachland bis hinauf in die Berge (Sonnblick-Observatorium) aufgenommen und kontrolliert. Die höchstgelegene teilautomatische Wetterstation der ZAMG befand sich in 3429 m ü. A. auf dem Hinteren Brunnenkogel; die am Sonnblick-Observatorium steht hinsichtlich der Höhenlage an zweiter Stelle, ist aber ständig besetzt. Dieser Datenschatz ist die Grundlage für zahlreiche Klimaforschungen (wie zum Beispiel das Projekt HISTALP) und ist speziell für das Verständnis des laufenden Klimawandels von großer Bedeutung. 
Die ZAMG-Wetterdienstelle Innsbruck am dortigen Flughafen erstellte die Bergwetterberichte für den Deutschen und Österreichischen Alpenverein für die Ost- und Westalpen sowie beriet Expeditionen in allen Teilen der Welt über das dort vorherrschende Wetter. in letzterem Punkt erwarb speziell Karl Gabl einen internationalen Ruf.
Klimaexperten der ZAMG beteiligten sich an internationalen Forschungsprojekten zur Untersuchung der Klimaveränderungen und deren Folgen (zum Beispiel auf Tourismus). Auch die Forschung und Untersuchungen im Bereich der heimischen Glaziologie lag zum Teil im Aufgabenbereich der Zentralanstalt. Eisbohrungen und Vermessungen von heimischen Gletschern waren wesentliche Bestandteile der Forschung.

### Geophysikalische Dienste
Die erste geomagnetische Landesaufnahme der österreich-ungarischen Kronländer wurde von Karl Kreil in den Jahren 1846–1851 durchgeführt. Anlässlich des Erdbebens in Laibach in Slowenien (1895) wurde der Österreichische Erdbebendienst, der später vom ÖGD betrieben wird, gegründet. Das Aufgabenspektrum reichte von der Aufarbeitung historischer Erdbeben bis hin zur aktuellen Messungen. Die Aktivitäten umfassten in der Geodynamik auch umweltrelevante geophysikalische Fragen und archäologische Messungen sowie die geomagnetische Erfassung des gesamten Bundesgebietes und deren Veränderung.

### Internationale Zusammenarbeit
Die Zentralanstalt für Meteorologie und Geodynamik war als staatlicher Wetterdienst bemüht, an internationalen Kooperationen und gemeinsamen Forschungsprojekten in ihrem Aufgabenbereich mitzuwirken. Unter anderem war die Zentralanstalt Mitglied der WMO mit dem Behördenleiter der ZAMG als ständigen Vertreter, der ECOMET sowie der European Meteorological Society. Seit 1993 war die ZAMG vollwertiges Mitglied bei EUMETSAT.
In den Fach-Bereichen bestanden ebenfalls zahlreiche Kooperationen, an denen die ZAMG beteiligt war, wie CERAD, MAP, GEO, COST und ECMWF, um nur einige zu nennen.
Weiters betrieb die ZAMG die europaweite Unwetter-Warnplattform Meteoalarm der EUMETNET, an der inzwischen alle Wetterdienste der EU und einiger Assoziierter beteiligt sind.
Der Erdbebendienst der ZAMG beteiligte sich am internationalen Netzwerk CTBTO zur weltweiten Erkennung von Kernwaffentests. Die CTBTO = Comprehensive Test Ban Treaty Organisation (Provisorisches Technisches Sekretariat der Atomteststopp-Organisation) hat seinen Sitz seit 1997 in Wien.

## Geschichte
Mit Allerhöchster Entschließung vom 23. Juli 1851 bewilligte Kaiser Franz Joseph I. die Errichtung „… einer Centralanstalt für meteorologische und magnetische Beobachtungen“, der Zentralanstalt für Meteorologie und Erdmagnetismus, die auf eine Initiative der Österreichischen Akademie der Wissenschaften zurückgeht. Diese richtete bereits 1848 das Ersuchen an Karl Kreil, Direktor der Sternwarte zu Prag und wirkliches Mitglied der Akademie, ein meteorologisches Beobachtungssystem für die österreichische Monarchie zu entwerfen.
Karl Kreil (1798–1862) wurde erster Direktor der neu gegründeten Zentralanstalt, die sich vorerst in der Wieden, dem 4. Bezirk Wiens befand, und zugleich Professor für Physik an der Universität Wien. Diese Personalunion, zwischen Direktor einerseits und Universitätslehrer andererseits, blieb bis heute erhalten und beeinflusste nachhaltig die wissenschaftliche Forschung an der Zentralanstalt. Kreil richtete ein meteorologisches Beobachtungssystem für das Gebiet der gesamten österreichischen Monarchie ein und führte für dieses die erste geomagnetische Landesaufnahme durch. 1865 begann man an der Zentralanstalt mit der Herausgabe einer täglichen Wetterkarte. Nach 1867, als der bisherige Gesamtstaat in zwei in Realunion verbundene Monarchien Österreich-Ungarns geteilt wurde, war die Zentralanstalt nur mehr für Cisleithanien zuständig.

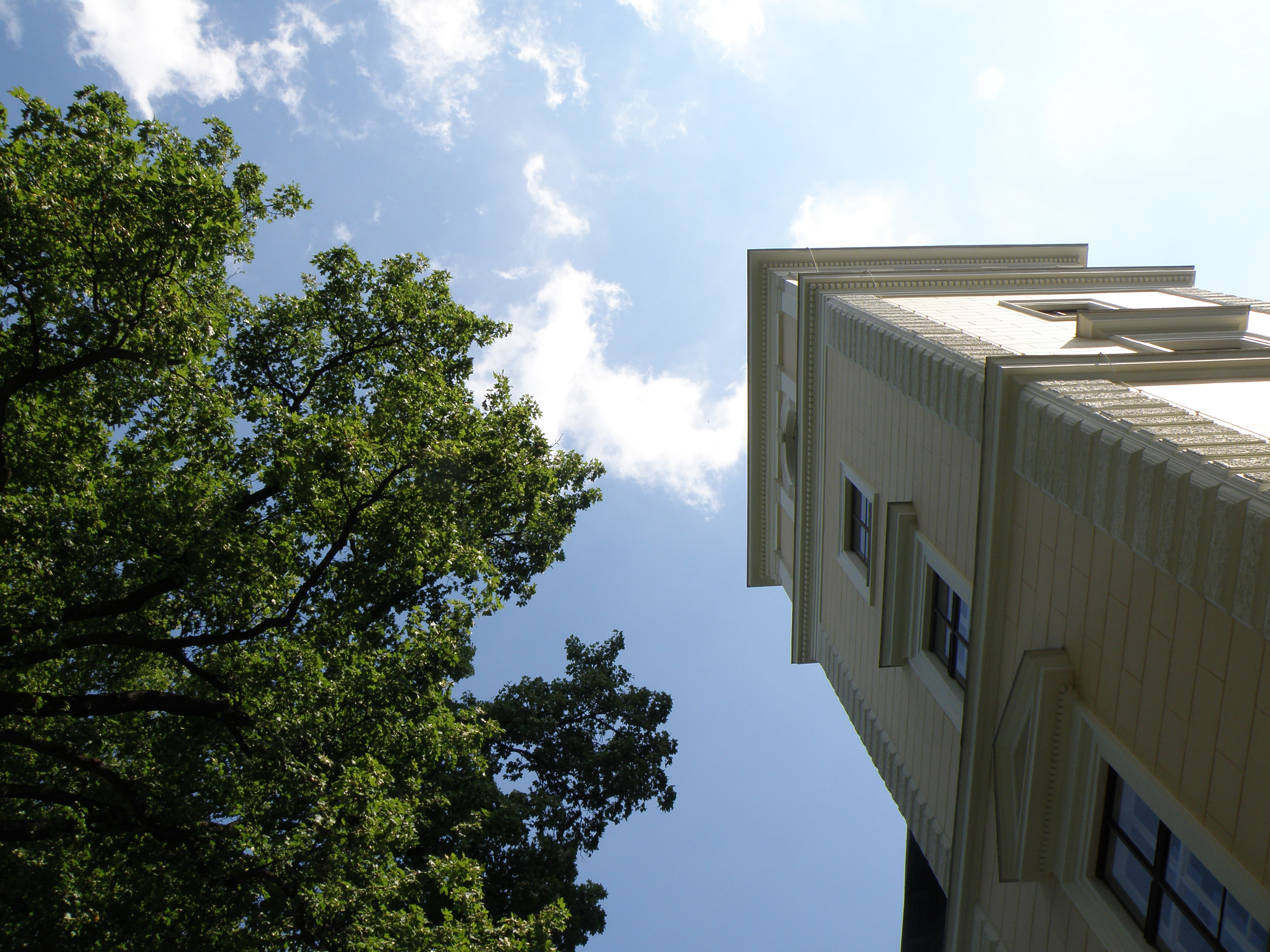
Wetterbeobachtungsturm des Hann-Hauses (ZAMG Wien), errichtet 1872

1872 übersiedelte die Zentralanstalt in ihr von Heinrich Ferstel erbautes neues und endgültiges Quartier an der Hohen Warte (die Gegend wurde 1892 als 19. Bezirk, Döbling, eingemeindet). 1873 organisierte die Zentralanstalt den ersten internationalen Meteorologenkongress in Wien, bei dem die Internationale Meteorologische Organisation (IMO) als Vorläuferin der Weltmeteorologischen Organisation (WMO) gegründet wurde. Ab 1877 erfolgte die Ausgabe des täglichen telegraphischen Wetterberichtes, mit einer synoptischen Karte (diese zeigt die erhobenen Wetterdaten eines Zeitpunkts) und der Prognose für den folgenden Tag. Der neue Wetterbericht enthielt die Morgenbeobachtung von 60 Stationen aus allen Teilen Europas, darunter 24 inländische.
Mit Erlass vom 23. Februar 1904 wurde der Zentralanstalt der gesamte seismische Dienst für Österreich übertragen, was auch die Namensänderung in Zentralanstalt für Meteorologie und Geodynamik nach sich zog. In seinem Amt als Direktor folgten Kreil hervorragende Wissenschaftler, darunter Julius Hann (1839–1921) und Felix Maria von Exner-Ewarten (1876–1930). War Hanns Bedeutung in der Klimatologie eine weltweite und begann man in seiner Ära von einer ‚österreichischen Meteorologenschule‘ zu sprechen – Hann verfasste auch das umfassende Lehrbuch der Meteorologie (1901) –, so erinnert man sich an Exner als einen großen Theoretiker und an sein Werk der Dynamischen Meteorologie (1925).
An der Zentralanstalt arbeiteten unter vielen anderen Forscher wie Max Margules (1856–1920), Mitbegründer der theoretischen Meteorologie, und Victor Conrad (1876–1962), Entdecker der nach ihm benannten Diskontinuität im mittleren Bereich der Erdkruste.
Nur einmal wurde die Tradition der Zentralanstalt unterbrochen: Nach dem „Anschluss“ Österreichs an das Deutsche Reich mussten Klima- und Wetterdienst nach Berlin übersiedelt werden, wo sie dem Deutschen Reichswetterdienst unterstellt wurden; die Zentralanstalt in Wien wandelte man in ein Forschungsinstitut um.
Nach dem Zweiten Weltkrieg wurde der ursprüngliche Zustand wiederhergestellt, und es kam zu einer beachtlichen personellen und räumlichen Expansion der Zentralanstalt, die auch in zahlreichen wissenschaftlichen Forschungsergebnissen reflektiert wird. 1957 konnte ein Haus auf dem Nachbargrundstück erworben und in der Folge für Bürozwecke adaptiert werden. Zwischen 1967 und 1973 wurden ein Radarturm, ein Ballonfüllhaus und ein neues Bürogebäude mit Fachbibliotheken in zwei Baustufen auf dem Gelände der Zentralanstalt errichtet.
Von 1955 bis 2016 wurde am geomagnetischen Cobenzl-Observatorium das Magnetfeld der Erde gemessen.
Mit 1. Jänner 2023 wurden die Zentralanstalt für Meteorologie und Geodynamik (ZAMG) und die Geologische Bundesanstalt (GBA) aufgelöst und zur neuen Bundesanstalt GeoSphere Austria fusioniert.

### Stellung der ZAMG in Österreich
Neben der ZAMG gibt es in Österreich noch als weitere Wetterdienste die Austro Control und den Wetterdienst des Bundesheeres. Es gibt aber keine amtlichen Wetterwarnungen, wie es von der World Meteorological Organization (WMO) der Vereinten Nationen (UN) empfohlen wird. Um diesen Umstand Rechnung zu tragen, sollte die ZAMG, mit Stand Juli 2010, aus der teilrechtsfähigen Anstalt des Bundes in eine Körperschaft des Öffentlichen Rechts umgewandelt werden.

## Liste der Direktoren der ZAMG
|    | Name                                           | Geburtstag | Todestag   | Wirkungszeit |
| -- | ---------------------------------------------- | ---------- | ---------- | ------------ |
| 01 | Karl Kreil                                     | 04.11.1798 | 21.12.1862 | 1851–1862    |
| 02 | Carl Jelinek                                   | 23.04.1822 | 19.10.1876 | 1863–1876    |
| 03 | Julius von Hann                                | 23.03.1839 | 01.10.1921 | 1877–1897    |
| 04 | Josef Maria Pernter                            | 15.03.1848 | 20.12.1908 | 1897–1907    |
| 05 | Wilhelm Trabert                                | 17.09.1863 | 24.02.1921 | 1907–1917    |
| 06 | Felix Maria von Exner-Ewarten                  | 23.08.1876 | 07.02.1930 | 1917–1930    |
| 07 | Wilhelm Matthäus Schmidt                       | 21.01.1883 | 27.11.1936 | 1930–1936    |
| 08 | Heinrich von Ficker                            | 22.11.1881 | 29.04.1957 | 1936–1953    |
| 09 | Ferdinand Steinhauser                          | 05.04.1905 | 03.10.1991 | 1953–1976    |
| 10 | Heinz Reuter                                   | 22.01.1914 | 08.05.1994 | 1976–1984    |
| 11 | Peter Steinhauser                              | 03.04.1941 | 07.08.2021 | 1985–2004    |
| 12 | Fritz Neuwirth                                 |            |            | 2004–2009    |
| 13 | Ernest Rudel (provisorischer Leiter)           |            |            | 2009–2010    |
| 14 | Michael Staudinger                             | 12.12.1955 |            | 2010–2021    |
| 15 | Andreas Schaffhauser (provisorischer Direktor) | 1970       |            | seit 2021    |